# Ángela Di Tullio
Ángela Lucía Di Tullio (11 de mayo de 1951) es una lingüista y profesora universitaria argentina. A lo largo de su carrera se ha dedicado al estudio de la gramática del español, con especial atención en su variedad rioplatense. Otros temas de su interés han sido la historia de las políticas lingüísticas implementadas en la Argentina y la enseñanza del español como lengua materna.

## Trayectoria profesional
Cursó los profesorados en letras y en letras con orientación en lenguas y literaturas clásicas en la Universidad de Buenos Aires en 1973 y 1975. Posteriormente, estudió la licenciatura en letras en la Universidad Nacional del Comahue (1980) y el doctorado en letras en la UBA (2000).
Entre los años 1973 y 2012 fue profesora titular de gramática española y filología hispánica en la carrera de letras de la UNCo. A su vez, ha sido investigadora invitada del Instituto de Filología de la UBA y docente de posgrado en la UNCo, la UBA y la Universidad Nacional de Córdoba. En el 2008 fue nombrada académica correspondiente de la Academia Argentina de Letras por la provincia de Neuquén. Desde 2003 es consultora de la Real Academia Española y, junto con Julio Borrego Nieto, estuvo a cargo de la preparación de una versión abreviada de la Nueva gramática de la lengua española (2009), publicada por la RAE y la ASALE. Entre los años 2010 y 2012 ocupó la presidencia de la Sociedad Argentina de Lingüística.

## Reconocimientos
En 2006 recibió el Diploma al Mérito de los Premios Konex, en la categoría de Teoría Lingüística y Literaria. En 2018 apareció una colección de estudios inéditos de lingüística en su honor, editada por Ignacio Bosque, Sylvia Costa y Marisa Malcuori.

## Publicaciones selectas

### Libros
- Di Tullio, Ángela (1997). Manual de gramática del español: Desarrollos teóricos, ejercicios, soluciones. Buenos Aires: Edicial. ISBN 9505062869. (Otras ediciones: 2005, 2007, 2014)
- Di Tullio, Ángela (2003). Políticas lingüísticas e inmigración: El caso argentino. Buenos Aires: Eudeba. ISBN 9502312589.
- Di Tullio, Ángela; Malcuori, Marisa (2012). Gramática del español para maestros y profesores del Uruguay (PDF). Montevideo: Administración Nacional de Educación Pública, Programa de Lectura y Escritura en Español. ISBN 9789974688797.
- Di Tullio, Ángela, ed. (2012). El español rioplatense: Lengua, literaturas, expresiones culturales. Lingüística Iberoamericana (51). Madrid, Fráncfort del Meno: Iberoamericana Vervuert. ISBN 978-3-86527-882-1.

### Artículos
- Di Tullio, Ángela (1990). «Lineamientos para una nueva gramática pedagógica». Revista de Lengua y Literatura. Facultad de Humanidades, Universidad Nacional del Comahue. ISSN 2408-4646 (Electrónico). ISSN  0327-1951 (Impreso)
- Di Tullio, Ángela (1998). «Complementos no flexivos de verbos de percepción física en español». Verba. Anuario Galego de Filoloxía 25: 197-221. ISSN 0210-377X.
- Di Tullio, Ángela (2000). «Una receta para la enseñanza de la lengua: la delicada combinación entre el léxico y la gramática». Lingüística en el aula, Número 4. Editorial Facultad de Lenguas.
- Di Tullio, Ángela (2004). «Los verbos psicológicos y la estatividad: Realizaciones del español». Cuadernos de Lingüística del Instituto Universitario Ortega y Gasset 11: 23-43. ISSN 1137-7267.